# Tzvetan Todorov

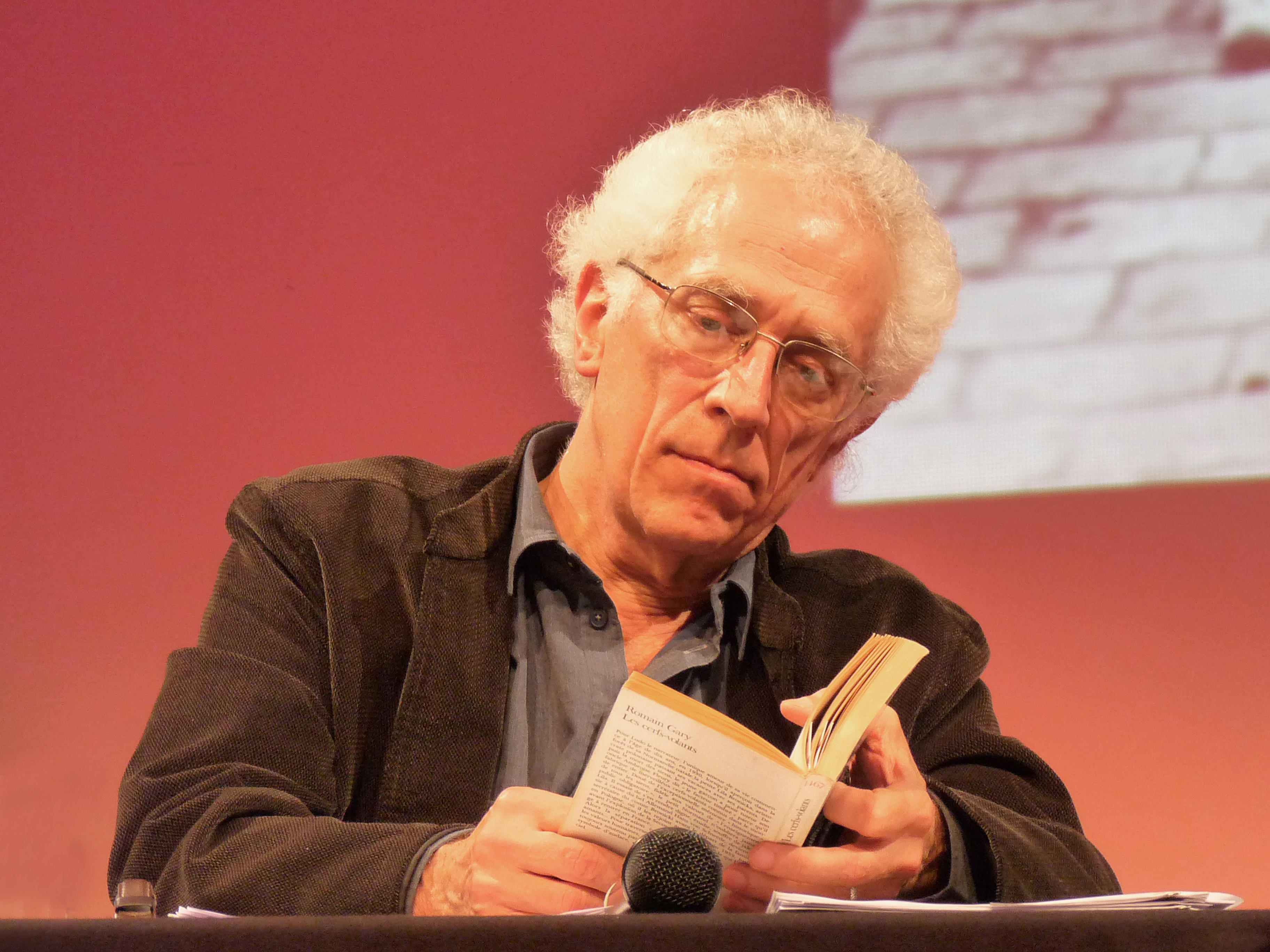
Tzvetan Todorov

Tzvetan Todorov (bułg. Цветан Тодоров, Cwetan Todorow; ur. 1 marca 1939 w Sofii, zm. 7 lutego 2017) – bułgarsko-francuski filozof, krytyk literatury i teoretyk kultury.

## Życiorys
Od 1963 mieszkał w Paryżu i publikował we Francji. Jest autorem Poetyki prozy (1971), Wprowadzenia do poetyki (1981), Podboju Ameryki (1982), Ogrodu niedoskonałego (2002). Gościnnie wykładał na wielu uniwersytetach (m.in. Harvarda, Yale, Columbia, Kalifornijskim w Berkeley).
W krytyce literatury był bliski filozofii dekonstrukcjonizmu. Twierdził, że tekst jest piknikiem, na który autor przynosi słowa, a czytelnicy sensy.
Schemat transformacyjny opowiadania Todorova:
- początkowy stan równowagi
- zachwianie równowagi przez jakieś działanie
- rozpoznanie utraty równowagi
- usiłowanie przywrócenia stanu równowagi
- przywrócenie stanu równowagi

## Publikacje w języku polskim
- Jak czytać?, tłum. Joanna Arnold, wyd. Towarzystwo Literackie im. A. Mickiewicza, Warszawa 1977.
- Poetyka, tłum. Stanisław Cichowicz, wyd. Wiedza Powszechna, Warszawa 1984
- Synekdochy, tłum. Grażyna Borkowska, wyd. Zakład Narodowy im. Ossolińskich, Wrocław 1987.
- Podbój Ameryki: problem innego, tłum. Janusz Wojcieszak, wyd. Aletheia, Warszawa 1996
- Ogród niedoskonały: myśl humanistyczna we Francji, tłum. Hanna Abramowicz, Jan Maria Kłoczowski, wyd. Czytelnik, Warszawa 2003
- Nowy nieład światowy: refleksje Europejczyka, tłum. Ewa Cylwik, wyd. Dialog, Warszawa 2004
- Teorie symbolu, tłum. Tomasz Stróżyński, wyd. Słowo/obraz terytoria, Gdańsk 2012